# I due invincibili
I due invincibili (The Undefeated) è un film del 1969 diretto da Andrew V. McLaglen. Il film, con protagonisti John Wayne e Rock Hudson, ritrae eventi che circondano l'Intervento francese in Messico durante la vicina guerra di secessione americana con l'arciduca Massimiliano d'Austria insediato come imperatore in Messico da Napoleone III di Francia, ed è anche liberamente basato sulla reale fuga in Messico del generale confederato Joseph O. Shelby dopo la guerra civile e il suo tentativo di unirsi alle forze messicane imperiali di Massimiliano supportate dalle truppe imperiali francesi inviate 
da Napoleone III dall'Europa.

## Trama
Terminata la guerra di Secessione, l'ex colonnello sudista James Langdon, che non si rassegna alla sconfitta, decide di raggiungere il Messico con un gruppo di commilitoni e le loro famiglie. Durante il viaggio vengono salvati dall'attacco dei banditi dall'ex ufficiale nordista John Henry Thomas, che si sta recando in Messico per vendere all'imperatore Massimiliano I la sua mandria di tremila cavalli. Ma i sudisti vengono catturati dal generale messicano rivoluzionario Rojas che per impedire la consegna dei cavalli a Massimiliano li tiene in ostaggio, minacciando di ucciderli se il nordista non gli consegnerà la mandria.

## Produzione
Il film, diretto da Andrew V. McLaglen su una sceneggiatura di James Lee Barrett con il soggetto di Stanley Hough e Lewis B. Patten (autore del romanzo), fu prodotto da Robert L. Jacks per la Twentieth Century Fox e girato a Durango in Messico e a Baton Rouge, Louisiana, dal 4 febbraio al maggio del 1969.

## Distribuzione
Il film fu distribuito negli Stati Uniti il 27 novembre 1969 (première a New Orleans il 4 ottobre 1969) dalla Twentieth Century Fox.
Le altre uscite internazionali del film sono state:
- nel Regno Unito il 12 ottobre 1969
- in Giappone il 25 ottobre 1969
- in Francia il 31 ottobre 1969 (Les géants de l'Ouest)
- in Germania Ovest il 7 novembre 1969 (Die Unbesiegten)
- in Austria il 21 novembre 1969 (Die Unbesiegten)
- in Italia il 4 dicembre 1969
- in Svezia il 19 dicembre 1969 (De obesegrade)
- in Danimarca il 5 gennaio 1970 (De ubesejrede)
- ad Hong Kong il 29 gennaio 1970
- in Norvegia il 30 marzo 1970
- in Finlandia il 24 aprile 1970
- in Messico il 6 settembre 1970
- in Turchia nel febbraio del 1971 (Batinin devleri)
- in Ungheria (A legyőzhetetlen)
- in Venezuela (El dúo invencible)
- in Brasile (Jamais Foram Vencidos)
- in Spagna (Los indestructibles)
- in Messico (Los invencibles)
- in Jugoslavia (Nepobedivi)
- in Polonia (Niezwyciezeni)
- in Portogallo (Nunca Foram Vencidos)
- in Italia (I due invincibili)

## Critica
Secondo il Morandini il film, "un po' letargico nel ritmo e prolisso nella narrazione, è ravvivato da qualche sequenza d'azione e dalla coppia Hudson-Wayne". Secondo Leonard Maltin "fatta eccezione per la ben assortita coppia Wayne-Hudson e per la presenza delle star del football Gabriel e Olsen, questo banale western ha ben poco da offrire".